# Präsidentschaftswahl in Serbien 2012
Die Präsidentschaftswahlen in Serbien 2012 fanden parallel zu den serbischen Parlamentswahlen am 6. Mai 2012 statt.
Nachdem der amtierende Präsident Serbiens, Boris Tadić, am 5. April 2012 offiziell seinen Rücktritt erklärt hatte, wurden vorgezogene Neuwahlen für die serbische Präsidentschaft nötig. Diese wurden auf den gleichen Termin wie die Parlamentswahlen gelegt. Zur Wahl standen 12 Kandidaten.
Amtsinhaber Tadić (DS) lag im ersten Wahlgang mit 25,33 % etwa 13.000 Stimmen vor seinem Herausforderer Tomislav Nikolić (SNS), der 24,99 % der Stimmen erzielte. Drittstärkster Bewerber wurde Innenminister Ivica Dačić (SPS) mit 14,24 %. Die Wahlbeteiligung lag bei 57,8 %. 
In der Stichwahl am 20. Mai konnte sich Nikolić überraschend mit 49,54 % der Stimmen gegen Tadić mit 47,31 % durchsetzen. Tadić räumte seine Niederlage ein. Die Wahlbeteiligung in der Stichwahl lag nur noch bei 46,3 %, was dem Wahlsieg von Nikolić wahrscheinlich zugutekam.

## Ergebnis
| Kandidaten         | Parteien                                                  | 1. Wahlgang | 1. Wahlgang | 2. Wahlgang | 2. Wahlgang |
| Kandidaten         | Parteien                                                  | Stimmen     | %           | Stimmen     | %           |
| ------------------ | --------------------------------------------------------- | ----------- | ----------- | ----------- | ----------- |
| Tomislav Nikolić   | Pokrenimo Srbiju (SNS – NS – PSS – NSS – Sonstige)        | 979.216     | 26,2        | 1.552.063   | 51,2        |
| Boris Tadić        | Izbor za bolji život (DS – SDPS – LSV – ZS – DSHV – DHSS) | 989.454     | 26,5        | 1.481.952   | 48,8        |
| Ivica Dačić        | SPS – PUPS – JS                                           | 556.013     | 14,9        |             |             |
| Vojislav Koštunica | Demokratische Partei Serbiens                             | 290.861     | 7,8         |             |             |
| Zoran Stanković    | Ujedinjeni regioni Srbije                                 | 257.054     | 6,9         |             |             |
| Čedomir Jovanović  | Preokret (LDP – SPO – SDU – TS – VP – SDP – ZEP – PBS)    | 196.668     | 5,3         |             |             |
| Jadranka Šešelj    | Serbische Radikale Partei                                 | 147.793     | 4,0         |             |             |
| Vladan Glišić      | Dveri                                                     | 108.303     | 2,9         |             |             |
| István Pásztor     | Allianz der Ungarn der Vojvodina                          | 63.420      | 1,7         |             |             |
| Zoran Dragišić     | Bewegung der Arbeiter und Kleinbauern                     | 60.116      | 1,6         |             |             |
| Muamer Zukorlić    | Gruppe von Bürgern                                        | 54.492      | 1,5         |             |             |
| Danica Grujičić    | sozialdemokratische Allianz                               | 30.602      | 0,8         |             |             |
| Gesamt             | Gesamt                                                    | 3.733.992   | 100         | 3.034.015   | 100         |
|                    |                                                           |             |             |             |             |
| Ungültige Stimmen  | Ungültige Stimmen                                         | 174.660     | 4,5         | 98.664      | 3,1         |
| Wähler             | Wähler                                                    | 3.908.652   | 57,9        | 3.132.679   | 46,3        |
| Wahlberechtigte    | Wahlberechtigte                                           | 6.749.688   |             | 6.771.479   |             |
|                    |                                                           |             |             |             |             |
| Quelle: Parlament  |                                                           |             |             |             |             |